# Ingravescentibus malis
Ingravescentibus malis, Aos gravíssimos males, é a 30ª e última encíclica de Pio XI, de 29 de setembro de 1937. Nela, o santo rosário é encorajado a ser rezado em face dos graves males que afligem a Igreja e a sociedade civil.

## Contexto histórico
Ao longo do mês de março de 1937, Pio XI publicou três encíclicas nas quais expressava sua preocupação pelos problemas que os católicos enfrentam.
- Em 14 de março, publicou Mit brennender Sorge, nela denunciou a pressão sofrida pelos católicos pelo nazismo, e declarou que “Todo aquele que toma a raça, ou o povo, ou o Estado, ou uma certa forma de Estado, ou representantes do poder estatal ou outros elementos fundamentais da sociedade humana [...] e diviniza-os com o culto idólatra, perverte e falsifica a ordem criada e imposta por Deus." Era um problema que, como a história iria mostrar, dois anos depois desencadearia a Segunda Guerra Mundial.
- Cinco dias depois, em 19 de março, em Divini Redemptoris, ele condenou o comunismo e as teorias marxistas na medida em que "priva o homem de sua liberdade, o princípio normativo de sua conduta moral e remove na pessoa humana toda dignidade e toda restrição moral efetiva contra o agressão aos estímulos cegos".
- Ainda no dia 29 de março, escreve Firmissimam constantiam, no qual se refere à situação da Igreja Católica no México e à perseguição a que é submetida pela República. Trata-se de um problema localizado em um país, mas que durou anos (o papa havia denunciado isso em sua encíclica Acerba animi, de 29 de setembro de 1932), havia causado dissensões entre os católicos.

As três encíclicas foram manifestações claras dos gravíssimos males que levam o Papa a recorrer à intercessão da Virgem mediante a recitação do Santo Rosário.

### O recurso ao santo rosário
A encíclica destaca a posição principal que o Rosário ocupa entre as orações que se dirigem à Virgem, a recomendação à sua oração por Leão XIII, a riqueza que contém as suas orações em que se inclui junto com o Pai Nosso - a oração ensinada pelo Senhor -, a saudação a Maria do arcanjo São Gabriel. Ele lembra como a própria Virgem recomendou esta oração em Lourdes e mostra como, na sua simplicidade, permite repetir as mesmas palavras para manifestar os sentimentos profundos da alma.